# 濠河 (淮河)
濠河，古称濠水，位于安徽省东北部凤阳县境内，是淮河中游右岸一条支流，发源于凤阳县西南部海拔340米的狼窝山，狼窝山主峰西侧为濠河西源，西北流入官沟水库，出库后东北流至大庙镇高陈村汇东源；东源自狼窝山北麓向东流入凤阳山水库，出库后北流至高陈村汇西源。濠河合东西两源后，东北流至临淮镇渔业村注入淮河。全长44公里，流域面积621平方公里。